# The Rambler

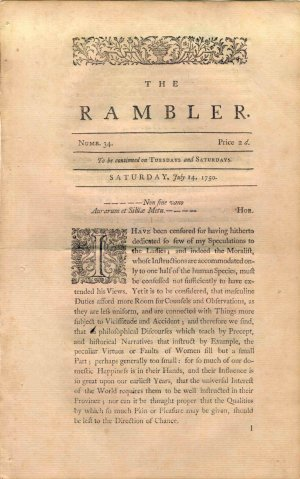
Frontespizio di The Rambler, Num. 34, luglio 1750

The Rambler - letteralmente Il Viandante o Il Girovago -  fu un periodico bisettimanale britannico pubblicato il martedì e il sabato interamente da Samuel Johnson dal 20 marzo 1750 al 14 marzo 1752. Come era consuetudine del tempo per queste pubblicazioni, il genere di argomenti trattati dipendevano solo dall'umore dell'autore (o dal numero di copie da vendere). The Rambler trattava argomenti di costume, morale, letteratura, filosofia e religione.
Dalle parole del suo autore con le quali si lamentava nel suo saggio finale, "non ho mai avuto molto successo con il pubblico", si deduce che la pubblicazione non riscosse un successo immediato. Forse questo è dovuto al distacco del periodico di Johnson da quello che potrebbe essere considerato il suo precedente: The Spectator, un periodico pubblicato nel periodo 1711-1712 da Joseph Addison e Richard Steele, famoso per il suo trattare in modo leggero argomenti importanti "animando con arguzia le discussioni sulla morale". Per l'approccio agli argomenti trattati, The Rambler si presentò come una pubblicazione prolissa rispetto al modello cui si ispirava. Johnson scrisse 204 brevi saggi monotematici (altri 4 erano di altra mano) usando una struttura classicheggiante dei periodi, in ossequio all'estetica dell'epoca, che era ipotattica e sinfonica, facendo sì che l'argomento fosse sempre organizzato secondo un'esplicita scala di valori: la Natura, il cui ordine è creato da Dio, era il riferimento a cui tutti dovevano attenersi, seguendo la legge morale.

## Edizione italiana
- Il Viandante, trad. e cura di Daniele Savino, Torino, Nino Aragno Editore, 2019, ISBN 978-88-841-9986-7.